# 波塞莱布瓦
波塞莱布瓦（法語：Pocé-les-Bois，法語發音：[pɔse le bwa]）是法国伊勒-维莱讷省的一个市镇，位于该省东部，属于富热尔-维特雷区。

## 地理
波塞莱布瓦（48°6'57"N, 1°14'59"W）面积14.84 平方千米，位于法国布列塔尼大區伊勒-维莱讷省，该省份为法国西北部沿海省份，位于布列塔尼半岛东部，北濒大西洋，西接阿摩尔滨海省和莫尔比昂省，南至大西洋卢瓦尔省，西南端接曼恩-卢瓦尔省，东临马耶讷省，东北与芒什省接壤。
与波塞莱布瓦接壤的市镇（或旧市镇、城区）包括：尚波、埃特雷勒、蒙特勒伊苏佩鲁斯、圣欧班德朗德、维莱讷河畔圣让、维特雷。

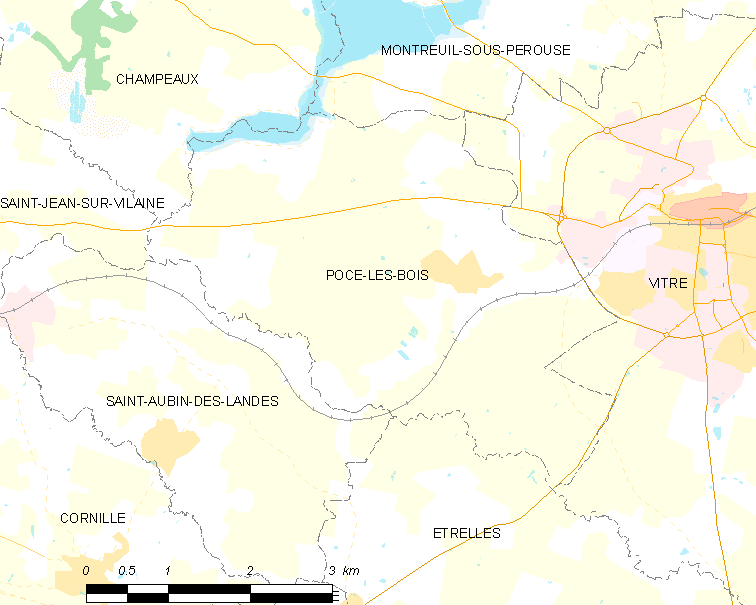
波塞莱布瓦的OSM定位图

波塞莱布瓦的时区为UTC+01:00、UTC+02:00（夏令时）。

## 行政
波塞莱布瓦的邮政编码为35500，INSEE市镇编码为35229。

## 政治
波塞莱布瓦所属的省级选区为维特雷县。

## 人口

1962-2008年间波塞莱布瓦人口变化图示

波塞莱布瓦于2022年1月1日时的人口数量为1317人。